# 亚尔莫·瓦萨马
亚尔莫·瓦萨马（芬蘭語：Jarmo Wasama，1943年12月2日—），芬兰男子冰球运动员，场上位置是后卫。他曾代表芬兰国家队参加1964年冬季奥林匹克运动会冰球比赛，获得第6名。